# Peștera Drachenhauchloch
Peștera Drachenhauchloch (română: Respirația Dragonului) este o peșteră în Namibia.

## Geografia
Peștera se află în munții Otavi lângă Grootfontein. În ea se află cel mai mare lac subteran  (cunoscut) din lume. Acest lac este situat la 66 de metri sub suprafața pământului, are 84 de metri adâncime și acoperă o suprafață de 2.61 ha. Nu departe de această peșteră se află alte peșteri.

## Istoria
Lacul a fost descoperit în 1986 la ferma Harasib. Numele peșterii a fost dat în momentul descoperirii, deoarece în anumite momente sunt aburi care ies din intrarea în peșteră, amintind de suflarea unui dragon.